# NGC 713
NGC 713 é uma galáxia espiral (Sb) localizada na direcção da constelação de Cetus. Possui uma declinação de -09° 05' 00" e uma ascensão recta de 1 horas, 55 minutos e 21,6 segundos.
A galáxia NGC 713 foi descoberta em 1886 por Frank Leavenworth.